# Berk (Vorname)
Berk ist ein türkischer männlicher Vorname mit der Bedeutung „kräftig, stark“.

## Namensträger

### Historische Zeit
- Berk-Yaruq (1081–1104), Sultan der Großseldschuken

### Vorname
- Berk Atan (* 1991), türkischer Schauspieler und Model
- Berk Çetin (* 2000), türkisch-deutscher Fußballspieler
- Berk Erel (* 1997), türkischer Fußballspieler
- Berk Neziroğluları (* 1991), türkischer Fußballspieler
- Berk Oktay (* 1982), türkischer Schauspieler und Model
- Berk Ortak (* 1997), türkischer Fußballspieler
- Berk İsmail Ünsal (* 1994), türkischer Fußballspieler
- Berk Yaygın (* 1983), türkischer Schauspieler
- Berk Yıldız (* 1996), türkischer Fußballspieler

### Zwischenname
- Beta Berk Bayındır (1989–2022), türkischer Rapper und Songwriter
- Recep Berk Elitez (* 1992), türkischer Fußballspieler
- Osman Berk Kınlı (* 1995), türkischer Fußballspieler

## Varianten
- Berkay, Canberk